# Fernando G. Toledo
Fernando Gabriel Toledo (n. San Martín (Mendoza), Argentina; 22 de junio de 1974) es un poeta, novelista y periodista argentino.

## Biografía
Su interés por la poesía comenzó en la adolescencia a partir de la música, principalmente del rock. La influencia de los poetas surrealistas franceses y la obra de Jorge Luis Borges conformaron su perfil poético y a los diecisiete años empezaron a gestarse sus primeros poemas.
Se graduó como Técnico Superior en Publicidad y Licenciado en Comunicación Social por la Universidad Juan Agustín Maza, de Mendoza. Desde 1993 fue periodista del Diario Uno de Mendoza, donde dirigió el suplemento de artes y cultura hasta 2014. Fue también periodista de Canal 7 Mendoza entre 2009 y 2014, donde participó de los noticieros de ese canal y de los programas Tiempos de Vendimia (2010) y Ganá con Gisela (2012). Fue periodista de Radio Nihuil y "director periodístico" de InMendoza.com. Actualmente es editor en diario Los Andes.
Además, ha ejercido su tarea como crítico (teatral, cinematográfico, musical y literario) en diversas publicaciones de Mendoza, entre ellas Ubu Todo Teatro, Diario Uno y revista Primera Fila. Es uno de los más respetados críticos de la Fiesta de la Vendimia de Mendoza.
En 2006 comenzó a publicar un blog sobre ateísmo, Razón Atea. Luego también creó el blog de música clásica Oído Fino.
Publicó los libros de poemas Hotel Alejamiento, Diapasón, Secuencia del caos (Premio Vendimia 2006), Viajero inmóvil y Mortal en la noche. 
Sus poemas han aparecido en publicaciones de la Argentina, España, Canadá y Rumania. Ha sido traducido al rumano. Fue incluido en el documental canadiense "Poesía extrema", producido desde Quebec por Omar Alexis y en la antología de poesía de Mendoza publicada en España por la Fundación Alambique de Poesía.
En el estudio "Música, palabra, silencio... Situación de la poesía mendocina en el fin de milenio" (Poesía argentina: dos miradas, Corregidor, 2008), Marta Castellino dedica un apartado al primer libro del autor: "Hermosas imágenes nos hablan de la imposibilidad de lograr una comunicación interpersonal plena por carencia del lenguaje (‘estamos hechos para ser mudos’) pero más aún por una suerte de imposibilidad ontológica (‘como si dejáramos volcarse/ en la arena de un desierto/ el vaso de nuestra sed’)". 
Por su parte, dice Hernán Schillagi en una reseña de Mortal en la noche: “Toledo, además del verso libre,  juega con varios metros como el ya visitado endecasílabo, además del heptasílabo y el octosílabo. Quiebra versos, encabalga «ideas-puente» con una puntuación tradicionalmente engañosa. El ritmo fluye en cuanto tesis propositiva, pero es un reflejo menor de la estructura modular del libro: no hay armonía, hay un desborde encauzado”.
Acerca del mismo libro, el poeta Luis Benítez señaló en la revista francesa Recours au poème: "Toledo usa muy bien un lenguaje engañosamente simple para involucrar en un solo verso una vasta polisemia; en dos versos la combinación de las relaciones establecidas entre ellos; en tres, un despliegue de sentidos que seguirá multiplicándose hasta el verso final, cuando como en una cámara de espejos, el poema todo -a su vez- se combine con las polisemias provenientes de los otros poemas que encontramos en “Mortal en la noche”, para pintar una atroz y fascinante universo, allí donde la condición humana, la de materia que se piensa a sí misma, fracasa una y otra vez, tal es su destino, en fijar sus límites y poder nombrarlos; esa es, precisamente, su grandeza. Que alguien pueda escribirlo, es una hazaña más de la poesía contemporánea. Mortal en la noche es una Capilla Sixtina a la que le falta, felizmente, Dios".
Fernando Toledo publicó también la "novela de no ficción" De Mendoza a Tokio (2014, Primera Fila-Ediciones Culturales), inspirada en la historia de una gira que realizara el Coro de Niños Cantores de Mendoza entre 1971 y 1972. Además, su relato La luz mala fue incluido en el volumen Mitos y leyendas cuyanos, publicado por Alfaguara en 1998. 
En 2016 su novela El mar de los sueños equivocados ganó el Premio Vendimia en la categoría Infantojuvenil. De ella, comentó María Cristina Alonso: "Novela rica en reminiscencias literarias, pero a la vez desbordante de imaginación, con personajes que posibilitarán la identificación inmediata de los lectores jóvenes. Porque aquí la aventura domina el relato".
En su tarea de divulgador de los escritores de su tierra, publicó durante dos años la hoja de poesía Tiburón Amarillo, junto a Rubén Valle. En 2002, fundó (con Hernán Schillagi) la editorial independiente Libros de Piedra Infinita, cuyo nombre rinde homenaje al poeta Jorge Enrique Ramponi y con la cual ha dado a conocer la obra de numerosos poetas.
En 2018 se publicó Plano secuencia, antología de su obra poética. En 2021 publicó un libro de ensayos, Ciencia ficción, y en 2022 uno de "cuentos de no ficción" titulado La ilusión de un gran final.
Junto con Hernán Schillagi edita desde 2009 la revista virtual de poesía El Desaguadero.
En 2013 creó y dirigió el Primer Festival de Poesía de Mendoza , que se realizó en el marco de la Feria del Libro de esa provincia y tuvo ediciones en 2014, 2015, 2016, 2017, 2018 y 2022.
El 21 de septiembre de 2016 se estrenó en el teatro Independencia de Mendoza su obra teatral De Mendoza a Tokio. Un homenaje a Víctor Volpe, basada en su propia novela y con dirección y actuación de Guillermo Troncoso.

## Libros

### Poesía
- Hotel Alejamiento (1998, editorial Diógenes).
- Diapasón (2003, Libros de Piedra Infinita).
- Secuencia del caos (2006, Ediciones Culturales de Mendoza, primer premio Certamen Provincial Vendimia 2006).
- Viajero inmóvil (2009, Libros de Piedra Infinita).
- Mortal en la noche (2013, Alción Editora).
- Plano secuencia. Antología poética 1998/2018 (2018, editorial Del Dock).

### Novela
- De Mendoza a Tokio (2014, Ediciones Culturales de Mendoza).
- El mar de los sueños equivocados (2016, Ediciones Culturales de Mendoza, primer premio Vendimia 2016, categoría Infantojuvenil).

### Cuentos
- La ilusión de un gran final (2022, Libros de Piedra Infinita).

### Ensayo
- Cruz y ficción (2021, Libros de Piedra Infinita).